# 竹田祐将
竹田 祐将（たけだ ゆうしょう、1993年7月1日 - ）は、ジャパンラグビーリーグワン花園近鉄ライナーズに所属する元ラグビー選手。現在はスタッフとして活動している。

## プロフィール
- 奈良県出身。御所実業高校ラグビー部監督・竹田寛行の四男。
- ポジションはスタンドオフ(SO)。
- 身長 177 cm、体重 90 kg
- U19日本代表に選ばれたことがある[1]。
- 兄の宜純もラグビー選手[2] で現在チームメイト。

## 略歴
2012年、御所実業高校卒業後、筑波大学に入る。なお御所実業高校時代、主将を務めた。
2016年、筑波大学卒業後、トヨタ自動車ヴェルブリッツ(現・トヨタヴェルブリッツ)に加入。
2019年、三菱重工相模原ダイナボアーズに加入。
2020年1月12日にジャパンラグビートップリーグ第1節NTTドコモレッドハリケーンズ戦に途中出場で公式戦初出場を果たす。
2022年、花園近鉄ライナーズに加入。
2024年11月25日、フルコンタクトの練習中に受傷した第四頸椎の損傷と上位頸椎の亜脱臼を伴う怪我の影響により、現役引退を発表。19年のラグビー生活に幕を閉じた。